# Rilaena pusilla
Rilaena pusilla is een hooiwagen uit de familie echte hooiwagens (Phalangiidae).